# بكاريس أبيض
بكاريس أبيض (الاسم العلمي:Baccharis albida) هو نوع من النباتات يتبع جنس البكاريس من الفصيلة النجمية.